# 尖吻南茴魚
尖吻南茴魚（Prototroctes oxyrhynchus），又名紐西蘭河鱒，是已滅絕的胡瓜魚目，生活於紐西蘭的低地河流。牠們長約20至40厘米。
尖吻南茴魚像後鰭鮭生活在遠洋帶的淺水區。牠們於1800年代的夏天至冬天廣泛分佈在低地河流。牠們的生命週期可能如銀魚及後鰭鮭般，在淡水成長及產卵，初出生的幼魚會被沖到海洋生活幾個月。
尖吻南茴魚的數量在歐洲人到達紐西蘭後開始減少，早到1870年代就已經有學者提出牠們減少的問題。於1923年，巴克（Te Rangi Hīroa）在北島東面的羅托魯瓦河發現尖吻南茴魚。於1930年，大英博物館不知從何獲得了尖吻南茴魚的標本，有可能正是最後存活的尖吻南茴魚。自歐洲殖民開始後，向當地引入了鱒魚 ，並大量伐林，可能正是導致尖吻南茴魚滅絕的原因。
尖吻南茴魚的近親南茴魚仍然在澳洲生存著，對牠們的研究可以幫助了解更多尖吻南茴魚。

## 外部連結
- NIWA Atlas of New Zealand Freshwater Fishes （页面存档备份，存于）